# Розважальна премія SBS
Розважальна премія SBS (кор.: хангиль: SBS 연예대상, ханча: 演藝大賞) — церемонія нагородження, що проводиться щороку за підтримки Seoul Broadcasting System (SBS). Церемонія нагородження триває приблизно 140 хвилин і демонструється у двох частинах на SBS. Цей захід проводиться в кінці кожного року, а нагороди вручаються найкращим артистам у розважальній галузі. З 2014 року вона є частиною Фестивалю премій SBS (SAF), поряд з SBS Gayo Daejeon та Премією SBS за акторську гру. З 2017 року Розважальна премія SAF була перейменована на Розважальна премія SBS.

## Зміни назви премії
- 1-а назва: Комедійна премія SBS (кор. SBS 코미디대상) (2006)
- 2-а назва: Телерадіомовна розважальна премія SBS (кор. SBS 방송연예대상) (2007)
- 3-а назва: Розважальна премія SBS (кор. SBS 연예대상) (2008 — 2013)
- 4-я назва: Розважальна премія Фестивалю премій SBS (кор. SAF 연예대상) (2014 — 2016)
- 5-а назва: Розважальна премія SBS (кор. SBS 연예대상) (2017 — наш час)

## Категорії
- Великий приз
- Нагорода за високу майстерність
- Нагорода за майстерність
- Найкращий новий учасник/учасниця
- Нагорода за популярність
- Нагорода «Сценарист/сценаристка телерадіомовлення»
- Нагорода «Діджей на радіо»
- Продюсерська нагорода

## Великий приз (Тесан)

### 2006
| № | Рік  | Переможець  | Робота                                                       | Прим. |
| - | ---- | ----------- | ------------------------------------------------------------ | ----- |
| 0 | 2006 | Кан Сон Бом | «Люди шукають можливість посміятися: Новинни старшого брата» | [ 2 ] |

### З 2007
| №  | Рік  | Переможець | Робота                                                            | Прим.         |
| -- | ---- | --- | ----------------------------------------------------------------- | ------------- |
| 1  | 2007 | Кан Хо Дон | «Зоряний король»                                                  | [ 3 ]         |
| 2  | 2008 | Ю Че Сок | «Сімейна поїздка»                                                 | [ 4 ]         |
| 3  | 2009 | Ю Че Сок, Лі Хьорі | «Сімейна поїздка»                                                 | [ 5 ] [ 6 ]   |
| 4  | 2010 | Кан Хо Дон | «Зоряний король», «Сильне серце»                                  | [ 7 ] [ 8 ]   |
| 5  | 2011 | Ю Че Сок | «Людина, що біжить»                                               | [ 9 ] [ 10 ]  |
| 6  | 2012 | Ю Че Сок | «Людина, що біжить»                                               | [ 11 ] [ 12 ] |
| 7  | 2013 | Кім Пьон Ман | «Закон джунглів», «Еко село: Весела сім'я!»                       | [ 13 ] [ 14 ] |
| 8  | 2014 | Лі Кьон Ґю | «Лікувальний табір, невже ви не щасливі», «Глобальне юнацьке шоу» | [ 15 ] [ 16 ] |
| 9  | 2015 | Ю Че Сок | «Людина, що біжить», «Одне ліжко, різні сни»                      | [ 17 ] [ 18 ] |
| 9  | 2015 | Кім Пьон Ман | «Закон джунглів», «Шаолінські стинснуті кулаки»                   | [ 17 ] [ 18 ] |
| 10 | 2016 | Сін Тон Йоп | «Мій маленький старий хлопчик», «Телевізійна ферма тварин»        | [ 19 ] [ 20 ] |
| 11 | 2017 | - Лі Сон Мі (мати Кім Кон Мо) - Чі Ін Сок (мати Пак Су Хона) - Лі Ок Джін (мати Тоні Ана) - Лім Йон Сун (мати Лі Сан Міна) | «Мій маленький старий хлопчик»                                    | [ 21 ]        |
| 12 | 2018 | Лі Син Ґі | «Господар у будинку»                                              | [ 22 ] [ 23 ] |
| 13 | 2019 | Ю Че Сок | «Людина, що біжить», «Виживання у селі, вісім»                    | [ 24 ] [ 25 ] |
| 14 | 2020 | Кім Чон Ґук | «Людина, що біжить», «Мій маленький старий хлопчик»               | [ 26 ] [ 27 ] |
| 15 | 2021 | - Сін Тон Йоп - Со Чан Хун - Чо Хє Сон (мати Кім Чон Ґука) - Кім Сон Джа (мати Кім Хі Чхоля) - Пак Йон Хє (мати Лі Тхе Сона) - Лі Сан Мін - Тхак Че Хун - Ім Вон Хі - Кім Чун Хо - Кім Чон Ґук - Кім Хі Чхоль - Лі Тхе Сон - Он Мін Сок - Пак Ґун - Чхве Чін Хьок | «Мій маленький старий хлопчик»                                    | [ 28 ] [ 29 ] |
| 16 | 2022 | Ю Че Сок | «Людина, що біжить»                                               | [ 30 ] [ 31 ] |
| 17 | 2023 | Тхак Че Хун | «Четверо розлучених чоловіків»                                    | [ 32 ] [ 33 ] |
| 18 | 2024 | Ю Че Сок | «Людина, що біжить», «Коли це можливо»                            | [ 34 ] [ 35 ] |

## Історія переможців

### Премія 2006 року
| Категорія                                     | Переможець   | Програма                                                        |
| --------------------------------------------- | ------------ | --------------------------------------------------------------- |
| Накращий учасник/учасниця комедійної програми | Кім Че У     | «Сім'я Намолла», «Новинни старшого брата»                       |
| Накращий блок програми                        | —            | «Сім'я Намолла»                                                 |
| Нагорода за популярність                      | Кім Чу Хьон  | «Дурень», «Мій старший брат»                                    |
| Нагорода за популярність                      | Пак Бодре    | «Босий Кхобон»                                                  |
| Нагорода за популярність                      | Ян Се Хьон   | «Хлопці бітбоксингу»                                            |
| Найкращий новий учасник комедійної програми   | Чхве Сон Мін | «Час вечірки»                                                   |
| Найкраща нова учасниця комедійної програми    | Чон Чу Рі    | «Слідуй за мною», «Велика операція по створенню королеви краси» |
| Нагорода «Інноваційна дух»                    | Лі Йон Джін  | «Відповідність слів діям»                                       |
| Нагорода «Інноваційна дух»                    | Лі Чін Хо    | «Відповідність слів діям»                                       |
| Нагорода «Інноваційна дух»                    | Нам Хо Йон   | «Відповідність слів діям»                                       |

### Премія 2007 року
| Категорія                                                              | Переможець                      | Програма                             |
| ---------------------------------------------------------------------- | ------------------------------- | ------------------------------------ |
| Нагорода за високу майстерність (телепрограма)                         | «Спіймай момент: Як це можливо» | «Спіймай момент: Як це можливо»      |
| Нагорода за майстерність (телепрограма)                                | «Випробування за 1000 піснями»  | «Випробування за 1000 піснями»       |
| Нагорода за високу майстерність (учасник/учасниця комедійної програми) | Кім Сон Бом                     | «Люди шукають можливість посміятися» |
| Найкращий новий учасник/учасниця комедійної програми                   | Лі Тон Йоп                      | «Люди шукають можливість посміятися» |
| Найкращий новий учасник/учасниця комедійної програми                   | Лі Йон Джін                     | «Люди шукають можливість посміятися» |
| Нагорода за популярність                                               | Кім Тхе Хьон                    | «Люди шукають можливість посміятися» |
| Нагорода за популярність                                               | Кім Сін Йон                     | «Люди шукають можливість посміятися» |
| Зірка року (комедійна програма) (чоловіки)                             | Чон Че Йон                      | «Люди шукають можливість посміятися» |
| Зірка року (комедійна програма) (чоловіки)                             | Чон Йон Ґук                     | «Люди шукають можливість посміятися» |
| Зірка року (комедійна програма) (жінки)                                | Кім Хьон Джон                   | «Люди шукають можливість посміятися» |
| Зірка року (радіо AM)                                                  | Cultwo                          | «Шоу Cultwo»                         |
| Зірка року (радіо FM)                                                  | Хо Су Ґьон                      | «Хороше радіо»                       |
| Зірка року (диктор/дикторка)                                           | Чхве Йон А                      | «Сьогодні: Пряма трансляція»         |
| Зірка року (ведучий)                                                   | Лі Кьон Ґю                      | «Шикуватися»                         |
| Зірка року (ведуча)                                                    | Пак Со Хьон                     | «Спіймай момент: Як це можливо»      |
| Нагорода Netizen за популярність (телепрограма)                        | «Шикуватися»                    | «Шикуватися»                         |
| Нагорода «Телепрограма корейської хвилі»                               | «Людина Ікс»                    | «Людина Ікс»                         |
| Нагорода «Сценарист/сценаристка телерадіомовлення»                     | Кім Нам Ґьон                    | «Ніч телерозваг»                     |
| Нагорода «Сценарист/сценаристка телерадіомовлення»                     | Чо Мьон Джін                    | «Зоряний король»                     |
| Шоумен/шоувумен на всі руки                                            | Хаха                            | «Хороша неділя», «Клуб Тентен»       |
| Продюсерська нагорода                                                  | Чо Хьон Ґі                      | —                                    |
| Особлива нагорода                                                      | Рю Сі Вон                       | «Вирішуй! Смак проти смаку»          |

### Премія 2008 року
| Категорія                                                                 | Переможець                                        | Програма                                                        |
| ------------------------------------------------------------------------- | ------------------------------------------------- | --------------------------------------------------------------- |
| Нагорода за високу майстерність (учасник/учасниця комедійної програми)    | Лі Йон Джін                                       | Блок «Батько Уні» програми «Люди шукають можливість посміятися» |
| Нагорода за високу майстерність (учасник/учасниця комедійної програми)    | Лі Чін Хо                                         | Блок «Батько Уні» програми «Люди шукають можливість посміятися» |
| Нагорода за високу майстерність (учасник/учасниця комедійної програми)    | Ян Се Чхан                                        | Блок «Батько Уні» програми «Люди шукають можливість посміятися» |
| Нагорода за високу майстерність (учасник/учасниця комедійної програми)    | О Ін Тхек                                         | Блок «Батько Уні» програми «Люди шукають можливість посміятися» |
| Нагорода за майстерність (учасник/учасниця комедійної програми)           | Хан Хьон Мін                                      | —                                                               |
| Нагорода за високу майстерність, Вибір глядачів найкращої програми        | «Сімейна поїздка»                                 | «Сімейна поїздка»                                               |
| Нагорода за майстерність, Вибір глядачів найкращої програми               | «Зоряний король»                                  | «Зоряний король»                                                |
| Найкращий новий учасник/учасниця комедійної програми                      | Кім Чін Ґон                                       | —                                                               |
| Найкращий новий учасник/учасниця комедійної програми                      | Хон Юн Хва                                        | —                                                               |
| Найкращий новий учасник/учасниця розважальної програми                    | Ян Чон А                                          | «Хороша неділя: Йде золота пані»                                |
| Нагорода Netizen за найвищу популярність                                  | Лі Чхон Хі                                        | «Сімейна поїздка»                                               |
| Нагорода Netizen за найвищу популярність                                  | Пак Є Джін                                        | «Сімейна поїздка»                                               |
| Нагорода «Сценарист/сценаристка телерадіомовлення» (розважальна програма) | Лі Мі Сон                                         | «Сімейна поїздка»                                               |
| Нагорода «Сценарист/сценаристка телерадіомовлення» (освітня програма)     | Чан Юн Джон                                       | «Спеціальна програма SBS»                                       |
| Нагорода «Сценарист/сценаристка телерадіомовлення» (радіо)                | Кім Чу Рі                                         | «Шоу Cultwo»                                                    |
| Найкращий шоумен/шоувумен                                                 | Пак Сан Мьон                                      | —                                                               |
| Найкращий шоумен/шоувумен                                                 | Сольбі                                            | —                                                               |
| Найкраща командна робота                                                  | Команда програми «Хороша неділя: Йде золота пані» | «Хороша неділя: Йде золота пані»                                |
| Нагорода «Диктор/дикторка»                                                | Чон Мі Сон                                        | —                                                               |
| Нагорода «Діджей на радіо»                                                | Чхве Хва Джон                                     | —                                                               |
| Продюсерська нагорода (ведучий/ведуча)                                    | Кім Ку Ра                                         | —                                                               |
| Продюсерська нагорода (ведучий/ведуча)                                    | Сін Пон Сон                                       | —                                                               |
| Продюсерська нагорода (телезірка)                                         | Кім Су Ро                                         | «Сімейна поїздка»                                               |
| Продюсерська нагорода (телезірка)                                         | Чан Юн Джон                                       | «Випробування за 1000 піснями»                                  |
| Нагорода «Інноваційна дух»                                                | Чі Сан Рьоль                                      | «Так! Ні?»                                                      |
| Нагорода «Інноваційна дух»                                                | Сон Ин І                                          | «Так! Ні?»                                                      |
| Нагорода «Інноваційна дух»                                                | Но Хон Чхоль                                      | «Так! Ні?»                                                      |

### Премія 2009 року
| Категорія                                                         | Переможець                         | Програма                                                            |
| ----------------------------------------------------------------- | ---------------------------------- | ------------------------------------------------------------------- |
| Нагорода за високу майстерність (телепрограма)                    | «Сильне серце»                     | «Сильне серце»                                                      |
| Нагорода за високу майстерність (ведучий/ведуча)                  | Кім Йон Ман                        | «Телевізійна юридична фірма Соломон», «Любий/люба: Столітній гість» |
| Нагорода за високу майстерність (ведучий/ведуча)                  | Кім Вон Хі                         | «Любий/люба: Столітній гість»                                       |
| Нагорода за майстерність (учасник/учасниця комедійної програми)   | Лі Сан Джун                        | «Люди шукають можливість посміятися»                                |
| Нагорода за майстерність (учасник/учасниця комедійної програми)   | Кім Йон Мьон                       | «Люди шукають можливість посміятися»                                |
| Нагорода за майстерність (учасник/учасниця розважальної програми) | Чан Юн Джон                        | «Випробування за 1000 піснями»                                      |
| Нагорода за майстерність (учасник/учасниця розважальної програми) | Чо Хє Рьон                         | «Глобальне юнацьке шоу», «Зоряний король»                           |
| Нагорода за майстерність (учасник/учасниця розважальної програми) | Сін Пон Сон                        | «Хороша неділя: Йде золота пані»                                    |
| Найкращий новий учасник/учасниця комедійної програми              | Чон Мін Ґю                         | «Люди шукають можливість посміятися»                                |
| Найкращий новий учасник/учасниця розважальної програми            | Пум                                | «Зоряний король», «Сильне серце»                                    |
| Найкращий новий учасник/учасниця розважальної програми            | Літхик                             | «Зоряний король», «Сильне серце»                                    |
| Найкращий новий учасник/учасниця розважальної програми            | Инхьок                             | «Зоряний король», «Сильне серце»                                    |
| Нагорода Netizen за найвищу популярність                          | Лі Син Ґі                          | «Сильне серце»                                                      |
| Нагорода Netizen за найвищу популярність                          | Лі Хьорі                           | «Сімейна поїздка»                                                   |
| Нагорода «Сценарист/сценаристка телерадіомовлення»                | Чхве Мун Ґьон                      | «Хороша неділя: Йде золота пані»                                    |
| Найкращий шоумен/шоувумен                                         | Кім Ку Ра                          | «Інтимний записник»                                                 |
| Найкращий шоумен/шоувумен                                         | Мун Хі Джун                        | «Інтимний записник»                                                 |
| Найкраща командна робота                                          | Команда програми «Сімейна поїздка» | «Сімейна поїздка»                                                   |
| Нагорода «Диктор/дикторка»                                        | Пак Сон Йон                        | «З'єднай! Світ кіно»                                                |
| Нагорода «Діджей на радіо»                                        | Сон Ин І                           | «Поділяти разом журбу і радість» із Сон Ин І та Сін Пон Сон         |
| Нагорода «Діджей на радіо»                                        | Сін Пон Сон                        | «Поділяти разом журбу і радість» із Сон Ин І та Сін Пон Сон         |
| Нагорода «Діджей на радіо»                                        | Кім Чхан Йоль                      | «Стара школа» із Кім Чхан Йолєм                                     |
| Продюсерська нагорода (телезірка)                                 | Кім Кук Джін                       | «Глобальне юнацьке шоу»                                             |
| Продюсерська нагорода (телезірка)                                 | Ян Чон А                           | «Хороша неділя: Йде золота пані»                                    |
| Продюсерська нагорода, Найкращий ведучий/ведуча                   | Кім Чон Ин                         | «Шоколад із Кім Чон Ин»                                             |
| Нагорода за досягнення                                            | Чо Йон Ґу                          | «Ніч телерозваг»                                                    |

### Премія 2010 року
| Категорія                                                                 | Переможець               | Програма                                      |
| ------------------------------------------------------------------------- | ------------------------ | --------------------------------------------- |
| Телепрограма року                                                         | «Зоряний король»         | «Зоряний король»                              |
| Нагорода за високу майстерність (ведучий/ведуча)                          | Лі Син Ґі                | «Сильне серце»                                |
| Нагорода Netizen за найвищу популярність                                  | Лі Син Ґі                | «Сильне серце»                                |
| Нагорода Netizen за найвищу популярність (телепрограма)                   | «Людина, що біжить»      | «Людина, що біжить»                           |
| Нагорода «Сценарист/сценаристка телерадіомовлення» (розважальна програма) | Кім Юн Йон               | «Сильне серце»                                |
| Нагорода «Сценарист/сценаристка телерадіомовлення» (радіо)                | Сон Чон Йон              | «Power FM» із Лі Сук Йон                      |
| Шоумен/шоувумен на всі руки                                               | Кім Йон Чхоль            | «Сильне серце»                                |
| Шоумен/шоувумен на всі руки                                               | Кім Хьо Джін             | «Сильне серце»                                |
| Найкраща командна робота                                                  | Команда програми «Герої» | «Герої»                                       |
| Нагорода «Диктор/дикторка»                                                | Чхве Кі Хван             | —                                             |
| Нагорода «Діджей на радіо»                                                | Кім Чхан Ван             | «Цього прекрасного ранку з вами Кім Чхан Ван» |
| Продюсерська нагорода (ведучий/ведуча)                                    | Кім Кук Джін             | «Глобальне юнацьке шоу»                       |
| Продюсерська нагорода (ведучий/ведуча)                                    | Чан Юн Джон              | «Випробування за 1000 піснями»                |
| Найкраща телезірка                                                        | Чо Хє Рьон               | «Глобальне юнацьке шоу»                       |
| Найкраща телезірка                                                        | Сін Пон Сон              | «Герої»                                       |
| Найкраща телезірка                                                        | Кім Чон Ґук              | «Людина, що біжить»                           |
| Нагорода «20-річний ювілей 10 зірок розваг SBS»                           | Лі Хон Рьоль             | —                                             |
| Нагорода «20-річний ювілей 10 зірок розваг SBS»                           | Кан Хо Дон               | —                                             |
| Нагорода «20-річний ювілей 10 зірок розваг SBS»                           | Лі Йон Джа               | —                                             |
| Нагорода «20-річний ювілей 10 зірок розваг SBS»                           | Ю Че Сок                 | —                                             |
| Нагорода «20-річний ювілей 10 зірок розваг SBS»                           | Лі Кьон Ґю               | —                                             |
| Нагорода «20-річний ювілей 10 зірок розваг SBS»                           | Нам Хі Сок               | —                                             |
| Нагорода «20-річний ювілей 10 зірок розваг SBS»                           | Лі Пон Вон               | —                                             |
| Нагорода «20-річний ювілей 10 зірок розваг SBS»                           | Сін Тон Йоп              | —                                             |
| Нагорода «20-річний ювілей 10 зірок розваг SBS»                           | Кім Йон Ман              | —                                             |
| Нагорода «20-річний ювілей 10 зірок розваг SBS»                           | Лі Хьорі                 | —                                             |
| Нагорода «Нова зірка розваг SBS»                                          | Сон Чжун Кі              | «Людина, що біжить»                           |
| Нагорода «Нова зірка розваг SBS»                                          | Гері                     | «Людина, що біжить»                           |
| Нагорода «Нова зірка розваг SBS»                                          | Лі Кван Су               | «Людина, що біжить»                           |
| Нагорода «Нова зірка розваг SBS»                                          | Луна                     | «Зоряний король»                              |
| Нагорода «Нова зірка розваг SBS»                                          | Чхве Мінхо               | «Зоряний король»                              |
| Нагорода «Нова зірка розваг SBS»                                          | Чо Ґвон                  | «Inkigayo»                                    |
| Нагорода «Нова зірка розваг SBS»                                          | Чо Йон Хва               | «Inkigayo», «Ніч після ночі»                  |
| Нагорода «Нова зірка розваг SBS»                                          | Сіндон                   | «Сильне серце»                                |
| Нагорода «Нова зірка розваг SBS»                                          | IU                       | «Герої»                                       |
| Нагорода «Нова зірка розваг SBS»                                          | Кахі                     | «Герої»                                       |
| Особлива нагорода                                                         | Сін Лі                   | «Зоряний король»                              |
| Особлива нагорода (розважальна програма)                                  | Кім Пьон Се              | «Зоряний король»                              |
| Особлива нагорода (розважальна програма)                                  | Сон Чі Хьо               | «Людина, що біжить»                           |

### Премія 2011 року
| Категорія                                                                 | Переможець                               | Програма                                                          |
| ------------------------------------------------------------------------- | ---------------------------------------- | ----------------------------------------------------------------- |
| Нагорода за високу майстерність (телепрограма)                            | «Людина, що біжить»                      | «Людина, що біжить»                                               |
| Нагорода за майстерність (розмовне шоу)                                   | «Сильне серце»                           | «Сильне серце»                                                    |
| Нагорода за майстерність (розважальне програма)                           | «Пара»                                   | «Пара»                                                            |
| Нагорода за високу майстерність (учасник/учасниця розважальної програми)  | Кім Пьон Ман                             | «Закон джунглів», «Поцілунок і сльози із Кім Йон А»               |
| Нагорода за високу майстерність (учасник/учасниця розмовного шоу)         | Лі Син Ґі                                | «Сильне серце»                                                    |
| Нагорода за майстерність (учасник/учасниця розважальної програми)         | Кім Чон Ґук                              | «Людина, що біжить»                                               |
| Нагорода за майстерність (учасник/учасниця розважальної програми)         | Сон Чі Хьо                               | «Людина, що біжить»                                               |
| Нагорода за високу майстерність (учасник/учасниця розмовного шоу)         | Чо Хє Рьон                               | «Глобальне юнацьке шоу»                                           |
| Нагорода за високу майстерність (учасник/учасниця розмовного шоу)         | Пум                                      | «Зоряний король», «Сильне серце»                                  |
| Нагорода за високу майстерність (учасник/учасниця розмовного шоу)         | Літхик                                   | «Зоряний король», «Сильне серце»                                  |
| Нагорода за високу майстерність (учасник/учасниця комедійної програми)    | Сон Мін Хьок                             | «Жарти сьогодні увечері»                                          |
| Нагорода за високу майстерність (учасник/учасниця комедійної програми)    | Хон Хьон Хі                              | «Жарти сьогодні увечері»                                          |
| Найкращий новий ведучий/ведуча розважальної програми                      | Хан Хє Джін                              | «Лікувальний табір, невже ви не щасливі»                          |
| Найкращий новий учасник/учасниця розважальної програми                    | Лі Кван Су                               | «Людина, що біжить»                                               |
| Найкращий новий учасник/учасниця комедійної програми                      | Кан Че Джун                              | «Жарти сьогодні увечері»                                          |
| Нагорода Netizen за найвищу популярність                                  | Лі Син Ґі                                | «Сильне серце»                                                    |
| Нагорода «Сценарист/сценаристка телерадіомовлення» (розважальна програма) | Пак Хьон Сук                             | «Людина, що біжить»                                               |
| Нагорода «Сценарист/сценаристка телерадіомовлення» (освітня програма)     | Чхве Ґьон                                | «Спеціальна програма SBS»                                         |
| Найкращий шоумен/шоувумен (розважальна програма)                          | Хаха                                     | «Людина, що біжить»                                               |
| Найкращий шоумен/шоувумен (розважальна програма)                          | Пак Чун Ґим                              | «Поцілунок і сльози із Кім Йон А»                                 |
| Найкращий шоумен/шоувумен (розважальна програма)                          | Ю Ін А                                   | «Ніч телерозваг»                                                  |
| Найкращий шоумен/шоувумен (розмовне шоу)                                  | Пхен Хьон Сук                            | «Любий/люба: Столітній гість»                                     |
| Найкращий шоумен/шоувумен (розмовне шоу)                                  | Сіндон                                   | «Сильне серце»                                                    |
| Найкращий шоумен/шоувумен (розмовне шоу)                                  | Чон Чу Рі                                | «Сильне серце»                                                    |
| Найкраща командна робота                                                  | Команда програми «Глобальне юнацьке шоу» | «Глобальне юнацьке шоу»                                           |
| Найкраща пара                                                             | Чхве Ян Рак та Пхен Хьон Сук             | «Любий/люба: Столітній гість»                                     |
| Нагорода «Диктор/дикторка»                                                | Кім Со Вон                               | —                                                                 |
| Нагорода «Діджей на радіо»                                                | Чхве Пек Хо                              | «Романтичний діджей із Чхве Пек Хо»                               |
| Нагорода «Діджей на радіо»                                                | Пак Со Хьон                              | «Любовна гра із Пак Со Хьон»                                      |
| Продюсерська нагорода (ведучий/ведуча)                                    | Лі Кьон Ґю                               | «Глобальне юнацьке шоу», «Лікувальний табір, невже ви не щасливі» |
| Особлива нагорода                                                         | Кім Йон А                                | «Поцілунок і сльози із Кім Йон А»                                 |
| Нагорода за досягнення                                                    | «Закон джунглів»                         | «Закон джунглів»                                                  |

### Премія 2012 року
| Категорія                                                                            | Переможець                                                | Програма                                            |
| ------------------------------------------------------------------------------------ | --------------------------------------------------------- | --------------------------------------------------- |
| Нагорода за високу майстерність (телепрограма)                                       | «Закон джунглів»                                          | «Закон джунглів»                                    |
| Нагорода за майстерність (розмовне шоу)                                              | «Лікувальний табір, невже ви не щасливі»                  | «Лікувальний табір, невже ви не щасливі»            |
| Нагорода за майстерність (розважальне програма)                                      | «Зірка K-pop 2»                                           | «Зірка K-pop 2»                                     |
| Нагорода за високу майстерність (учасник/учасниця розмовного шоу)                    | Лі Кьон Ґю                                                | «Лікувальний табір, невже ви не щасливі»            |
| Нагорода за високу майстерність (учасник/учасниця розважальної програми)             | Кім Пьом Ман                                              | «Закон джунглів»                                    |
| Нагорода за високу майстерність (учасник/учасниця комедійної програми)               | Хон Хьон Хі                                               | «Жарти сьогодні увечері»                            |
| Нагорода за високу майстерність (учасник/учасниця комедійної програми)               | Чон Хьон Су                                               | «Жарти сьогодні увечері»                            |
| Нагорода за майстерність (учасник/учасниця розмовного шоу)                           | Хан Хє Джін                                               | «Лікувальний табір, невже ви не щасливі»            |
| Нагорода за майстерність (учасник/учасниця розважальної програми)                    | Чі Сок Джін                                               | «Людина, що біжить»                                 |
| Нагорода за майстерність (учасник/учасниця розважальної програми)                    | Гері                                                      | «Людина, що біжить»                                 |
| Нагорода за майстерність (учасник/учасниця комедійної програми)                      | Хон Юн Хва                                                | «Жарти сьогодні увечері»                            |
| Нагорода за майстерність (учасник/учасниця комедійної програми)                      | Кім Йон Мьон                                              | «Жарти сьогодні увечері»                            |
| Найкращий новий учасник/учасниця комедійної програми                                 | Кім Вон Ґу                                                | «Жарти сьогодні увечері»                            |
| Найкращий новий ведучий/ведуча                                                       | Лі Дон Ук                                                 | «Сильне серце»                                      |
| Нагорода «Вибір глядачів» за найвищу популярність                                    | Ю Че Сок                                                  | «Людина, що біжить»                                 |
| Нагорода «Вибір глядачів» за найвищу популярність (телепрограма)                     | «Людина, що біжить»                                       | «Людина, що біжить»                                 |
| Нагорода «Сценарист/сценаристка телерадіомовлення» (освітньо-документальна програма) | Рю Хє Рін                                                 | «Спіймай момент: Як це можливо»                     |
| Нагорода «Сценарист/сценаристка телерадіомовлення» (розважальна програма)            | Кім Мі Ґьон                                               | «Лікувальний табір, невже ви не щасливі»            |
| Нагорода «Сценарист/сценаристка телерадіомовлення» (радіо)                           | Кім Ин Сон                                                | «Power Time» із Чхве Хва Джон                       |
| Найкращий шоумен/шоувумен (розважальна програма)                                     | Чху Сон Хун                                               | «Закон джунглів»                                    |
| Найкращий шоумен/шоувумен (розважальна програма)                                     | Кім Чі Сон                                                | «Зоряний король»                                    |
| Найкращий шоумен/шоувумен (розважальна програма)                                     | Чон Хє Бін                                                | «Закон джунглів»                                    |
| Найкращий шоумен/шоувумен (розмовне шоу)                                             | Пум                                                       | «Сильне серце», «Зоряний король»                    |
| Найкращий шоумен/шоувумен (розмовне шоу)                                             | Літхик                                                    | «Сильне серце», «Зоряний король»                    |
| Найкраща командна робота                                                             | Команда програми «Любий/люба: Столітній гість»            | «Любий/люба: Столітній гість»                       |
| Найкраща пара                                                                        | Сін Тон Йоп та Лі Дон Ук                                  | «Сильне серце»                                      |
| Найкраща сім'я                                                                       | Чон Ин Пхьо (батько), Чон Чі Ун (син), Чон Ха Ин (донька) | «Глобальне юнацьке шоу»                             |
| Найкраща сім'я                                                                       | Йом Кьон Хван (батько), Йом Ин Рюль (син)                 | «Глобальне юнацьке шоу»                             |
| Найкраща сім'я                                                                       | Лі Чон Йон (батько), Лі Мідим (син), Лі Маим (син)        | «Глобальне юнацьке шоу»                             |
| Нагорода «Диктор/дикторка»                                                           | Пак Ин Ґьон                                               | «Ранкова ширина», «Доброго ранку»                   |
| Нагорода «Діджей на радіо» (Power FM)                                                | Чхон Чан У, Кім Тхе Ґюн (Cultwo)                          | «Шоу Cultwo»                                        |
| Нагорода «Діджей на радіо» (Love FM)                                                 | Пак Чі Сон                                                | «Швидкісна дорога Мьонран»                          |
| Нагорода «Діджей на радіо» (Love FM)                                                 | Пак Йон Джін                                              | «Швидкісна дорога Мьонран»                          |
| Продюсерська нагорода (ведучий/ведуча)                                               | Юн То Хьон                                                | «Закон джунглів», «Ніч телерозваг», «Зірка K-pop 2» |
| Особлива нагорода                                                                    | БоА                                                       | «Зірка K-pop 2»                                     |
| Нагорода за досягнення                                                               | Кім Сан Джун                                              | «Запитання без відповідей»                          |

### Премія 2013 року
| Категорія                                                                            | Переможець                                                                                | Програма                                                                                  |
| ------------------------------------------------------------------------------------ | ----------------------------------------------------------------------------------------- | ----------------------------------------------------------------------------------------- |
| Нагорода за високу майстерність (телепрограма)                                       | «Людина, що біжить»                                                                       | «Людина, що біжить»                                                                       |
| Нагорода за високу майстерність (блок комедійної програми)                           | Блоки «Дядько Чон Ґю» і «Лише через дружбу» програми «Люди шукають можливість посміятися» | Блоки «Дядько Чон Ґю» і «Лише через дружбу» програми «Люди шукають можливість посміятися» |
| Нагорода за високу майстерність (ведучий розважальної програми)                      | Лі Кьон Ґю                                                                                | «Лікувальний табір, невже ви не щасливі», «Глобальне юнацьке шоу»                         |
| Нагорода за високу майстерність (ведуча розважальної програми)                       | Сон Чі Хьо                                                                                | «Людина, що біжить»                                                                       |
| Нагорода за майстерність (розмовне шоу)                                              | «Лікувальний табір, невже ви не щасливі»                                                  | «Лікувальний табір, невже ви не щасливі»                                                  |
| Нагорода за майстерність (розважальне програма)                                      | «Зірка K-pop 3»                                                                           | «Зірка K-pop 3»                                                                           |
| Нагорода за майстерність (ведучий розважальної програми)                             | Кім Чон Ґук                                                                               | «Людина, що біжить»                                                                       |
| Нагорода за майстерність (ведучий розважальної програми)                             | Хаха                                                                                      | «Людина, що біжить»                                                                       |
| Нагорода за майстерність (ведуча розважальної програми)                              | Сон Ю Рі                                                                                  | «Лікувальний табір, невже ви не щасливі»                                                  |
| Нагорода за майстерність (учасник/учасниця комедійної програми)                      | Ан Сі У                                                                                   | «Люди шукають можливість посміятися: Хороший лікар»                                       |
| Нагорода за майстерність (учасник/учасниця комедійної програми)                      | Нам Хо Йон                                                                                | «Люди шукають можливість посміятися: Кетузерабл»                                          |
| Найкращий новий учасник/учасниця розважальної програми                               | Хам Ік Бьон                                                                               | «Любий/люба: Столітній гість»                                                             |
| Найкращий новий учасник/учасниця комедійної програми                                 | Кім Чон Хван                                                                              | «Люди шукають можливість посміятися: Театральна група „Артисти“»                          |
| Найкращий новий ведучий/ведуча                                                       | Чхве Су Йон                                                                               | «Ніч телерозваг»                                                                          |
| Нагорода за популярність                                                             | Кім Сон Су                                                                                | «Закон джунглів»                                                                          |
| Нагорода за популярність                                                             | Чо Йо Чон                                                                                 | «Закон джунглів»                                                                          |
| Нагорода «Вибір глядачів» за найвищу популярність (телепрограма)                     | «Людина, що біжить»                                                                       | «Людина, що біжить»                                                                       |
| Нагорода «Сценарист/сценаристка телерадіомовлення» (освітньо-документальна програма) | Чо Чон Ун                                                                                 | «Пара»                                                                                    |
| Нагорода «Сценарист/сценаристка телерадіомовлення» (розважальна програма)            | Чу Кіппим                                                                                 | «Закон джунглів»                                                                          |
| Нагорода «Сценарист/сценаристка телерадіомовлення» (радіо)                           | Кан Ий Мо                                                                                 | «Романтична епоха» із Чхве Пек Хо                                                         |
| Найкращий шоумен/шоувумен                                                            | Пак Чун Ґю                                                                                | «Зоряний король»                                                                          |
| Найкращий шоумен/шоувумен                                                            | Кім Чон Мін                                                                               | «Зоряний король»                                                                          |
| Найкращий шоумен/шоувумен                                                            | Хван Кван Хі                                                                              | «Зоряний король»                                                                          |
| Найкраща командна робота                                                             | Команда програми «Глобальне юнацьке шоу»                                                  | «Глобальне юнацьке шоу»                                                                   |
| Найкраща пара                                                                        | Лі Хві Дже та Чан Юн Джон                                                                 | «Випробування за 1000 піснями»                                                            |
| Найкраща сім'я                                                                       | Команда програми «Любий/люба: Столітній гість»                                            | «Любий/люба: Столітній гість»                                                             |
| Найкращий виклик                                                                     | Ан Джон Хван                                                                              | «Закон джунглів»                                                                          |
| Найкращий виклик                                                                     | О Чон Хьок                                                                                | «Закон джунглів»                                                                          |
| Накращий персонал                                                                    | Команда програми «Закон джунглів»                                                         | «Закон джунглів»                                                                          |
| Нагорода «Диктор/дикторка»                                                           | Кім Мін Джі                                                                               | —                                                                                         |
| Нагорода «Діджей на радіо» (Power FM)                                                | Чон Сон Хі                                                                                | «У ніч таку як сьогодні» із Чон Сон Хі                                                    |
| Нагорода «Діджей на радіо» (Love FM)                                                 | Но Са Йон                                                                                 | «Шоу Но Са Йон і Лі Сон Мі»                                                               |
| Нагорода «Діджей на радіо» (Love FM)                                                 | Лі Сон Мі                                                                                 | «Шоу Но Са Йон і Лі Сон Мі»                                                               |
| Продюсерська нагорода (ТБ)                                                           | Кан Хо Дон                                                                                | —                                                                                         |
| Продюсерська нагорода (радіо)                                                        | Cultwo                                                                                    | —                                                                                         |
| Нагорода за соціальний внесок                                                        | «Серцебиття»                                                                              | «Серцебиття»                                                                              |
| Нагорода за дружбу                                                                   | Рю Дам                                                                                    | «Закон джунглів»                                                                          |
| Нагорода за дружбу                                                                   | Лі Кван Су                                                                                | «Людина, що біжить»                                                                       |

### Премія 2014 року
| Категорія                                                                            | Переможець                               | Програма                                       |
| ------------------------------------------------------------------------------------ | ---------------------------------------- | ---------------------------------------------- |
| Нагорода за високу майстерність (розважальна програма)                               | «Закон джунглів»                         | «Закон джунглів»                               |
| Нагорода за високу майстерність (розмовне шоу)                                       | «Зірка K-pop 4»                          | «Зірка K-pop 4»                                |
| Нагорода за високу майстерність (учасник/учасниця розмовного шоу)                    | Чхон Чан У, Кім Тхе Ґюн (Cultwo)         | «Шоу Cultwo»                                   |
| Нагорода за високу майстерність (учасник/учасниця розважальної програми)             | Кім Чон Ґук                              | «Людина, що біжить»                            |
| Нагорода за високу майстерність (учасник/учасниця комедійної програми)               | Хон Юн Хва                               | «Люди шукають можливість посміятися»           |
| Нагорода за високу майстерність (учасник/учасниця комедійної програми)               | Лі Тон Йоп                               | «Люди шукають можливість посміятися»           |
| Нагорода за майстерність (розважальна програма)                                      | «Любий/люба: Столітній гість»            | «Любий/люба: Столітній гість»                  |
| Нагорода за майстерність (розмовне шоу)                                              | «Зоряний король»                         | «Зоряний король»                               |
| Нагорода за майстерність (учасник/учасниця розмовного шоу)                           | Юн То Хьон                               | «Ніч телерозваг»                               |
| Нагорода за майстерність (учасник/учасниця розважальної програми)                    | Лі Кван Су                               | «Людина, що біжить»                            |
| Нагорода за високу майстерність (учасник/учасниця комедійної програми)               | Кім Хьон Джон                            | —                                              |
| Нагорода за високу майстерність (учасник/учасниця комедійної програми)               | Чан Хон Дже                              | —                                              |
| Нагорода за високу майстерність (учасник/учасниця комедійної програми)               | Пак Йон Дже                              | —                                              |
| Найкращий новий учасник розважальної програми                                        | Джексон Ван                              | «Співмешкання»                                 |
| Найкраща нова учасниця розважальної програми                                         | Пе Чон Ок                                | «Співмешкання»                                 |
| Найкращий новий учасник/учасниця комедійної програми                                 | Чхве Пек Сон                             | —                                              |
| Найкращий новий учасник/учасниця комедійної програми                                 | Пак Чін Джу                              | —                                              |
| Нагорода «Вибір глядачів» за найвищу популярність                                    | Ю Че Сок                                 | «Людина, що біжить»                            |
| Нагорода «Вибір глядачів», Найкраща телепрограма                                     | «Людина, що біжить»                      | «Людина, що біжить»                            |
| Нагорода «Сценарист/сценаристка телерадіомовлення» (освітньо-документальна програма) | Сін Чін Джу                              | «Спеціальна програма SBS»                      |
| Нагорода «Сценарист/сценаристка телерадіомовлення» (розважальна програма)            | Сім Ин Ха                                | «Любий/люба: Столітній гість»                  |
| Нагорода «Сценарист/сценаристка телерадіомовлення» (радіо)                           | Кім Чон Сон                              | «Любовна гра із Пак Со Хьон»                   |
| Найкращий шоумен/шоувумен                                                            | Є Чі Вон                                 | «Закон джунглів»                               |
| Найкращий шоумен/шоувумен                                                            | Пак Чон Чхоль                            | «Закон джунглів»                               |
| Найкращий шоумен/шоувумен                                                            | Рю Дам                                   | «Закон джунглів»                               |
| Найкращий ведучий/ведуча                                                             | Лім Сон Хун                              | «Спіймай момент: Як це можливо»                |
| Найкращий ведучий/ведуча                                                             | Кім Вон Хі                               | «Любий/люба: Столітній гість»                  |
| Найкраща командна робота                                                             | Команда програми «Глобальне юнацьке шоу» | «Глобальне юнацьке шоу»                        |
| Найкраща пара                                                                        | Лі Ман Ґі та Чхве Ві Дик                 | «Любий/люба: Столітній гість»                  |
| Найкраща пара                                                                        | Нам Че Хьон та Лі Чхун Джа               | «Любий/люба: Столітній гість»                  |
| Найкраща сім'я                                                                       | Команда програми «О! Моя дитино»         | «О! Моя дитино»                                |
| Нагорода «Диктор/дикторка»                                                           | Чхве Кі Ван                              | —                                              |
| Нагорода «Діджей на радіо» (Power FM)                                                | Кон Хьон Джін                            | «Місто кіно» із Кон Хьон Джін                  |
| Нагорода «Діджей на радіо» (Love FM)                                                 | Кім Чі Сон                               | «Зустріньмо світ» із Кім Чі Сон і Кім Іль Джун |
| Нагорода «Діджей на радіо» (Love FM)                                                 | Кім Іль Джун                             | «Зустріньмо світ» із Кім Чі Сон і Кім Іль Джун |
| Продюсерська нагорода (ТБ)                                                           | Сон Ю Рі                                 | «Лікувальний табір, невже ви не щасливі»       |
| Продюсерська нагорода (радіо)                                                        | Кім Чхан Ван                             | «Цього прекрасного ранку з вами Кім Чхан Ван»  |
| Нагорода «Нова зірка» (розважальні програми)                                         | Чо Се Хо                                 | «Співмешкання»                                 |
| Нагорода «Нова зірка» (розважальні програми)                                         | Лі Кук Чу                                | «Співмешкання»                                 |
| Нагорода «Нова зірка» (розважальні програми)                                         | Кім Іль Джун                             | «Співмешкання»                                 |
| Особлива нагорода                                                                    | Ю Хі Йоль                                | «Зірка K-pop 4»                                |

### Премія 2015 року
| Категорія                                                                | Переможець                                     | Програма                                      |
| ------------------------------------------------------------------------ | ---------------------------------------------- | --------------------------------------------- |
| Нагорода за високу майстерність (розважальна програма)                   | «Зірка K-pop 5»                                | «Зірка K-pop 5»                               |
| Нагорода за високу майстерність (розмовне шоу)                           | «Любий/люба: Столітній гість»                  | «Любий/люба: Столітній гість»                 |
| Нагорода за майстерність (телепрограма)                                  | «Одне ліжко, різні сни»                        | «Одне ліжко, різні сни»                       |
| Нагорода за високу майстерність (учасник/учасниця розмовного шоу)        | Кім Вон Хі                                     | «Любий/люба: Столітній гість»                 |
| Нагорода за високу майстерність (учасник/учасниця розважальної програми) | Гері                                           | «Людина, що біжить»                           |
| Нагорода за високу майстерність (учасник/учасниця розважальної програми) | Сон Чі Хьо                                     | «Людина, що біжить»                           |
| Нагорода за високу майстерність (учасник/учасниця комедійної програми)   | Кан Че Джун                                    | «Люди шукають можливість посміятися»          |
| Нагорода за майстерність (учасник/учасниця розмовного шоу)               | Кім Чун Хьон                                   | «Топ 3 королівський шеф-поварів Пек Чон Вона» |
| Нагорода за майстерність (учасник/учасниця розважальної програми)        | Чі Сок Чін                                     | «Людина, що біжить»                           |
| Нагорода за майстерність (учасник комедійної програми)                   | Ан Сі У                                        | «Люди шукають можливість посміятися»          |
| Нагорода за майстерність (учасниця комедійної програми)                  | Лі Ин Хьон                                     | «Люди шукають можливість посміятися»          |
| Найкращий новий учасник розважальної програми                            | Со Чан Хун                                     | «Одне ліжко, різні сни»                       |
| Найкраща нова учасниця розважальної програми                             | Кім Ван Сон                                    | «Запальна молодь»                             |
| Найкращий новий учасник комедійної програми                              | О Мін У                                        | «Люди шукають можливість посміятися»          |
| Найкраща нова учасниця комедійної програми                               | Пак Чі Хьон                                    | «Люди шукають можливість посміятися»          |
| Нагорода за популярність                                                 | Лі Чхун Джа                                    | «Любий/люба: Столітній гість»                 |
| Нагорода «Вибір глядачів» за найвищу популярність                        | Ю Че Сок                                       | «Людина, що біжить», «Одне ліжко, різні сни»  |
| Нагорода «Вибір глядачів», Найкраща телепрограма                         | «Людина, що біжить»                            | «Людина, що біжить»                           |
| Нагорода «Сценарист/сценаристка телерадіомовлення»                       | Чон Мун Мьон                                   | «Запитання без відповідей»                    |
| Нагорода «Сценарист/сценаристка телерадіомовлення»                       | Чхве Мун Ґьон                                  | «Зірка K-pop 5»                               |
| Нагорода «Сценарист/сценаристка телерадіомовлення»                       | Кім Юн Хі                                      | «Зустріньмо світ»                             |
| Найкращий шоумен/шоувумен                                                | Пак Хан Бьоль                                  | «Закон джунглів»                              |
| Найкращий шоумен/шоувумен                                                | Юк Чун Ван                                     | «Шаолінські стинснуті кулаки»                 |
| Найкраща командна робота                                                 | Команда програми «Шаолінські стинснуті кулаки» | «Шаолінські стинснуті кулаки»                 |
| Найкраща пара                                                            | Кім Кук Чін та Кан Су Джі                      | «Запальна молодь»                             |
| Найкраща сім'я                                                           | Команда програми «О! Моя дитино»               | «О! Моя дитино»                               |
| Найкращий виклик                                                         | Ку Хара                                        | «Шаолінські стинснуті кулаки»                 |
| Найкращий виклик                                                         | Чон Чін Ун                                     | «Закон джунглів»                              |
| Нагорода «Диктор/дикторка»                                               | Пе Сон Дже                                     | Футбольний журнал «Гол!»                      |
| Нагорода «Діджей на радіо» (Power FM)                                    | Лі Кук Чу                                      | «Вулиця Йон» із Лі Кук Чу                     |
| Нагорода «Діджей на радіо» (Love FM)                                     | Хон Рок Кі                                     | «Вітаю, пане Рок Кі»                          |
| Нагорода «Новий діджей на радіо»                                         | Чан Є Вон                                      | «У ніч таку як сьогодні» із Чан Є Вон         |
| Продюсерська нагорода (ТБ)                                               | Кім Ку Ра                                      | «Одне ліжко, різні сни»                       |
| Продюсерська нагорода (радіо)                                            | Лі Сук Йон                                     | Love FM із Лі Сук Йон                         |
| Нагорода за дружбу                                                       | Команда програми «Запальна молодь»             | «Запальна молодь»                             |
| Особлива нагорода                                                        | Команда програми «Запитання без відповідей»    | «Запитання без відповідей»                    |

### Премія 2016 року
| Категорія                                                                | Переможець                          | Програма                                            |
| ------------------------------------------------------------------------ | ----------------------------------- | --------------------------------------------------- |
| Телепрограма року (розважальна програма)                                 | «Мій маленький старий хлопчик»      | «Мій маленький старий хлопчик»                      |
| Телепрограма року (освітня і документальна програма)                     | «Запитання без відповідей»          | «Запитання без відповідей»                          |
| Зірка року                                                               | Пак Чін Йон                         | «Зірка K-pop 6»                                     |
| Нагорода за високу майстерність (учасник/учасниця розмовного шоу)        | Кім Кон Мо                          | «Мій маленький старий хлопчик», «Фантастичний дует» |
| Нагорода за високу майстерність (учасник/учасниця розважальної програми) | Лі Кван Су                          | «Людина, що біжить»                                 |
| Нагорода за високу майстерність (учасник/учасниця комедійної програми)   | Хон Юн Хва                          | «Люди шукають можливість посміятися»                |
| Нагорода за майстерність (учасник/учасниця розмовного шоу)               | Чон Хьон Му                         | «Фантастичний дует», «Зірка K-pop 6»                |
| Нагорода за майстерність (учасник/учасниця розмовного шоу)               | Сон Те Хьон                         | «Любий/люба: Столітній гість», «У пошуках генія»    |
| Нагорода за майстерність (учасник/учасниця розважальної програми)        | Со Чан Хун                          | «Мій маленький старий хлопчик», «Квітковий екіпаж»  |
| Нагорода за майстерність (учасник/учасниця комедійної програми)          | Кім Чін Ґон                         | «Люди шукають можливість посміятися»                |
| Нагорода за майстерність (учасник/учасниця комедійної програми)          | Кім Чон Хван                        | «Люди шукають можливість посміятися»                |
| Найкращий новий учасник/учасниця                                         | Каннам                              | «Закон джунглів»                                    |
| Найкращий новий учасник/учасниця                                         | Ю Пьон Дже                          | «Квітковий екіпаж»                                  |
| Найкращий новий учасник/учасниця                                         | Лі Йон Су                           | «Запальна молодь»                                   |
| Найкращий новий учасник/учасниця                                         | Кон Син Йон та Чоньон               | «Inkigayo»                                          |
| Нагорода «Сценарист/сценаристка телерадіомовлення»                       | Юк Сон Йон                          | «Мій маленький старий хлопчик»                      |
| Нагорода «Сценарист/сценаристка телерадіомовлення»                       | Пак Чін А                           | «Допитливі історії Y», «Запитання без відповідей»   |
| Нагорода «Сценарист/сценаристка телерадіомовлення»                       | Лі Че Ґук                           | «Стара школа» із Кім Чхан Йолєм                     |
| Найкращий шоумен/шоувумен                                                | Кім Мін Сок                         | «Inkigayo»                                          |
| Найкращий шоумен/шоувумен                                                | Кім Хван                            | «Любий/люба: Столітній гість», «Доброго ранку»      |
| Найкращий шоумен/шоувумен                                                | Кім Соль Хьон                       | «Закон джунглів»                                    |
| Найкраща пара                                                            | Пак Хьон Іль та Пак Сун Джа         | «Любий/люба: Столітній гість»                       |
| Найкраща пара                                                            | Кім Кван Ґю та Кім Ван Сон          | «Запальна молодь»                                   |
| Найкращий друг                                                           | Команда програми «Квітковий екіпаж» | «Квітковий екіпаж»                                  |
| Нагорода «Діджей на радіо»                                               | Пак Со Хьон                         | «Любовна гра із Пак Со Хьон»                        |
| Продюсерська нагорода                                                    | Пак Су Хон                          | «Мій маленький старий хлопчик»                      |
| Продюсерська нагорода                                                    | Пак Чу Хьон                         | «Топ 3 королівський шеф-поварів Пек Чон Вона»       |
| Учасники розважальної програми, які привернули увагу                     | Чхве Сон Ґук                        | «Запальна молодь»                                   |
| Учасники розважальної програми, які привернули увагу                     | Чо Су Хо                            | «Квітковий екіпаж»                                  |
| Нагорода «Мобільна ікона»                                                | Ян Се Хьон                          | «Коротке інтерв'ю» із Ян Се Хьоном                  |
| Особлива нагорода                                                        | Пек Чон Вон                         | «Топ 3 королівський шеф-поварів Пек Чон Вона»       |

### Премія 2017 року
| Категорія                                                                            | Переможець                           | Програма                                                               |
| ------------------------------------------------------------------------------------ | ------------------------------------ | ---------------------------------------------------------------------- |
| Телепрограма року (розважальна програма)                                             | «Мій маленький старий хлопчик»       | «Мій маленький старий хлопчик»                                         |
| Телепрограма року (освітня і документальна програма)                                 | «У пошуках генія»                    | «У пошуках генія»                                                      |
| Гаряча зірка року                                                                    | Чху Ча Хьон                          | «Одне ліжко, різні сни 2: Ти моя доля»                                 |
| Гаряча зірка року                                                                    | Юй Сяоґуан                           | «Одне ліжко, різні сни 2: Ти моя доля»                                 |
| Нагорода за високу майстерність (учасник/учасниця розмовного шоу)                    | Со Чан Хун                           | «Мій маленький старий хлопчик», «Одне ліжко, різні сни 2: Ти моя доля» |
| Нагорода за високу майстерність (учасник/учасниця розважальної програми)             | Чі Сок Чін                           | «Людина, що біжить»                                                    |
| Нагорода за високу майстерність (ведучий/ведуча розважальної програми)               | Чон Хьон Му                          | «Зірка K-pop 6», «Фантастичний дует 2», «Майстер-ключ»                 |
| Нагорода за високу майстерність (ведучий/ведуча освітньої і документальної програми) | Кім Сок Хун                          | «Допитливі історії Y»                                                  |
| Нагорода за майстерність (учасник/учасниця розмовного шоу)                           | Пак Чу Хьон                          | «Фантастичний дует 2»                                                  |
| Нагорода за майстерність (учасник/учасниця розмовного шоу)                           | Тоні Ан                              | «Мій маленький старий хлопчик»                                         |
| Нагорода за майстерність (учасник/учасниця розважальної програми)                    | Кан Су Джі                           | «Запальна молодь»                                                      |
| Найкращий новий учасник/учасниця розмовного шоу                                      | Лі Сан Ман                           | «Мій маленький старий хлопчик»                                         |
| Найкращий новий учасник/учасниця розмовного шоу                                      | Чон Че Ин                            | «Самотня дружина»                                                      |
| Найкращий новий учасник/учасниця розважальної програми                               | Кан Даніель                          | «Майстер-ключ»                                                         |
| Найкращий новий учасник/учасниця розважальної програми                               | Чон Со Мін                           | «Людина, що біжить»                                                    |
| Нагорода «Сценарист/сценаристка телерадіомовлення»                                   | Но Юн                                | «Одне ліжко, різні сни 2: Ти моя доля»                                 |
| Нагорода «Сценарист/сценаристка телерадіомовлення»                                   | Чан Юн Джон                          | «Допитливі історії Y», «Спеціальна програма SBS»                       |
| Нагорода «Сценарист/сценаристка телерадіомовлення»                                   | Чон Чін Сіль                         | «Boom Boom Power»                                                      |
| Найкращий шоумен/шоувумен                                                            | Кім Кван Ґю                          | «Запальна молодь»                                                      |
| Найкращий шоумен/шоувумен                                                            | Лі Ю Рі                              | «Самотня дружина»                                                      |
| Найкраща командна робота                                                             | Команда програми «Запальна молодь»   | «Запальна молодь»                                                      |
| Найкраща пара                                                                        | Лі Кван Су та Чон Со Мін             | «Людина, що біжить»                                                    |
| Найкращий виклик                                                                     | Наршя                                | «Любий/люба: Столітній гість»                                          |
| Найкращий виклик                                                                     | Чо Бо А                              | «Закон джунглів»                                                       |
| Найкращий виклик                                                                     | Кім Се Джон                          | «Закон джунглів»                                                       |
| Нагорода «Діджей на радіо»                                                           | Сон Ин І                             | «Сестринське радіо» із Сон Ин І і Кім Сук                              |
| Нагорода «Діджей на радіо»                                                           | Кім Сук                              | «Сестринське радіо» із Сон Ин І і Кім Сук                              |
| Нагорода «Діджей на радіо»                                                           | Кім Йон Чхоль                        | «Power FM» із Кім Йон Чхоль                                            |
| Продюсерська нагорода                                                                | Кім Пьон Ман                         | «Закон джунглів»                                                       |
| Глобальна зірка                                                                      | Команда програми «Людина, що біжить» | «Людина, що біжить»                                                    |
| Учасники телепрограми, які привернули увагу                                          | Пак Мьон Су                          | «Самотня дружина»                                                      |
| Учасники телепрограми, які привернули увагу                                          | Юн Чон Су                            | «Мій маленький старий хлопчик»                                         |
| Нагорода «Мобільна ікона»                                                            | Кім Кі Су                            | «Чи ти хочеш бути красивою? Чи просто жити?» із Кім Кі Су              |
| Нагорода «Мобільна ікона»                                                            | Пак На Ре                            | Шоу «Скопіювати і вставити» із Пак На Ре                               |
| Нагорода за досягнення                                                               | Пек Чон Вон                          | «Фудтрак Пек Чон Вона»                                                 |

### Премія 2018 року
| Категорія                                                                 | Переможець                           | Програма                                                                       |
| ------------------------------------------------------------------------- | ------------------------------------ | ------------------------------------------------------------------------------ |
| Телепрограма року                                                         | «Мій маленький старий хлопчик»       | «Мій маленький старий хлопчик»                                                 |
| Гаряча зірка року                                                         | Пе Чон Нам                           | «Мій маленький старий хлопчик»                                                 |
| Нагорода за високу майстерність (учасник/учасниця шоу/розмовного шоу)     | Ян Се Хьон                           | «Господар у будинку», «Ми прокладемо канал для вас», «Виживання у селі, вісім» |
| Нагорода за високу майстерність (учасник/учасниця розважальної програми)  | Чон Со Мін                           | «Людина, що біжить»                                                            |
| Нагорода за майстерність (учасник/учасниця шоу/розмовного шоу)            | Лі Сан Мін                           | «Мій маленький старий хлопчик», «Фанат», «Нерозсудливий, але щасливий»         |
| Нагорода за майстерність (учасник/учасниця шоу/розмовного шоу)            | Со І Хьон                            | «Одне ліжко, різні сни 2: Ти моя доля»                                         |
| Нагорода за майстерність (учасник/учасниця розважальної програми)         | Юк Сон Дже                           | «Господар у будинку»                                                           |
| Нагорода за майстерність (учасник/учасниця розважальної програми)         | Чо Бо А                              | «Ресторан Пек Чон Вона у провулку»                                             |
| Найкращий новий учасник/учасниця                                          | Лі Сан Юн                            | «Господар у будинку»                                                           |
| Найкращий новий учасник/учасниця                                          | Кан Кьон Хон                         | «Запальна молодь»                                                              |
| Нагорода за популярність                                                  | Лі Кван Су                           | «Людина, що біжить»                                                            |
| Нагорода «Сценарист/сценаристка телерадіомовлення» (розважальна програма) | Кім Мьон Джон                        | «Господар у будинку»                                                           |
| Нагорода «Сценарист/сценаристка телерадіомовлення» (освітня програма)     | Лі Юн Джу                            | «Телевізійна ферма тварин»                                                     |
| Нагорода «Сценарист/сценаристка телерадіомовлення» (радіо)                | Ю Хьон Су                            | «Power Time» із Чхве Хва Джон                                                  |
| Найкращий шоумен/шоувумен                                                 | Ку Пон Син                           | «Запальна молодь»                                                              |
| Найкращий шоумен/шоувумен                                                 | Ім Вон Хі                            | «Мій маленький старий хлопчик»                                                 |
| Найкращий ведучий/ведуча                                                  | Кім Сон Джу                          | «Ресторан Пек Чон Вона у провулку»                                             |
| Найкращий ведучий/ведуча                                                  | Кім Сук                              | «Одне ліжко, різні сни 2: Ти моя доля»                                         |
| Найкраща командна робота                                                  | Команда програми «Людина, що біжить» | «Людина, що біжить»                                                            |
| Найкраща пара                                                             | Кім Чон Ґук та Хон Чін Йон           | «Мій маленький старий хлопчик», «Людина, що біжить»                            |
| Найкраща сім'я                                                            | Ін Кьо Чжін, Со І Хьон               | «Одне ліжко, різні сни 2: Ти моя доля»                                         |
| Найкращий виклик                                                          | Чон Хє Бін                           | «Закон джунглів»                                                               |
| Нагорода «Діджей на радіо» (Power FM)                                     | Пум                                  | «Boom Boom Power»                                                              |
| Нагорода «Діджей на радіо» (Love FM)                                      | Кім Чхан Йоль                        | «Стара школа» із Кім Чхан Йолєм                                                |
| Продюсерська нагорода                                                     | Кім Чон Ґук                          | «Людина, що біжить», «Мій маленький старий хлопчик»                            |
| Учасники телепрограми, які привернули увагу                               | Синні                                | «Мій маленький старий хлопчик», «Ми прокладемо канал для вас»                  |
| Нагорода «Мобільна ікона»                                                 | ДжеА                                 | «Сильний мій шлях»                                                             |
| Нагорода «Мобільна ікона»                                                 | Чхіта                                | «Сильний мій шлях»                                                             |

### Премія 2019 року
| Категорія                                                                    | Переможець                             | Програма                                                                                         |
| ---------------------------------------------------------------------------- | -------------------------------------- | ------------------------------------------------------------------------------------------------ |
| Нагорода за високу майстерність (телепрограма)                               | «Ресторан Пек Чон Вона у провулку»     | «Ресторан Пек Чон Вона у провулку»                                                               |
| Нагорода за високу майстерність (учасник/учасниця шоу/розважальної програми) | Кім Сон Джу                            | «Ресторан Пек Чон Вона у провулку»                                                               |
| Нагорода за високу майстерність (учасник/учасниця шоу/розважальної програми) | Чхве Сон Ґук                           | «Запальна молодь»                                                                                |
| Нагорода за високу майстерність (учасник/учасниця реаліті-шоу)               | Кім Чон Ґук                            | «Людина, що біжить», «Мій маленький старий хлопчик»                                              |
| Нагорода за високу майстерність (учасник/учасниця реаліті-шоу)               | Хон Чін Йон                            | «Мій маленький старий хлопчик»                                                                   |
| Нагорода за майстерність (шоу/розважальна програма)                          | «Запальна молодь»                      | «Запальна молодь»                                                                                |
| Нагорода за майстерність (реаліті-шоу)                                       | «Одне ліжко, різні сни 2: Ти моя доля» |                                                                                                  |
| Нагорода за майстерність (учасник/учасниця шоу/розважальної програми)        | Ян Се Чхан                             | «Людина, що біжить»                                                                              |
| Нагорода за майстерність (учасник/учасниця шоу/розважальної програми)        | Лі Сан Юн                              | «Господар у будинку»                                                                             |
| Нагорода за майстерність (учасник/учасниця реаліті-шоу)                      | Кім Хі Чхоль                           | «Мій маленький старий хлопчик», «Смачне рандеву»                                                 |
| Нагорода за майстерність (учасник/учасниця реаліті-шоу)                      | Юн Сан Хьон                            | «Одне ліжко, різні сни 2: Ти моя доля»                                                           |
| Найкращий новий учасник                                                      | Чхве Мін Йон                           | «Запальна молодь»                                                                                |
| Найкраща нова учасниця                                                       | Чон Ін Сон                             | «Ресторан Пек Чон Вона у провулку»                                                               |
| Нагорода «Сценарист/сценаристка телерадіомовлення» (розважальна програма)    | Кім Мі Ґьон                            | «Одне ліжко, різні сни 2: Ти моя доля»                                                           |
| Нагорода «Сценарист/сценаристка телерадіомовлення» (освітня програма)        | Пак Ин Йон                             | «Ніч справжніх розваг»                                                                           |
| Нагорода «Сценарист/сценаристка телерадіомовлення» (радіо)                   | Вон Чу Вон                             | «Романтична епоха» із Чхве Пек Хо                                                                |
| Найкраща командна робота                                                     | Команда програми «Господар у будинку»  | «Господар у будинку»                                                                             |
| Найкраща пара                                                                | Лі Сан Мін та Тхак Че Хун              | «Мій маленький старий хлопчик»                                                                   |
| Нагорода SBS «Шоумен/шоувумен»                                               | Хаха                                   | «Людина, що біжить»                                                                              |
| Нагорода SBS «Сім'я»                                                         | Лі Юн Чжі                              | «Одне ліжко, різні сни 2: Ти моя доля»                                                           |
| Нагорода SBS «Почесний працівник»                                            | Ян Се Хьон                             | «Господар у будинку», «Смачне рандеву», «Виживання у селі, вісім», «Ми прокладемо канал для вас» |
| Нагорода SBS «Виклик»                                                        | Хо Дже                                 | «Закон джунглів»                                                                                 |
| Нагорода SBS «Виклик»                                                        | Лі Тхе Ґон                             | «Закон джунглів», «Легенда про велику рибу»                                                      |
| Нагорода SBS «Виклик»                                                        | Кім Тон Джун                           | «Смачне рандеву»                                                                                 |
| Нагорода «Діджей на радіо» (Power FM)                                        | Пе Сон Дже                             | «Десять» із Пе Сон Дже                                                                           |
| Нагорода «Діджей на радіо» (Love FM)                                         | Со І Хьон                              | «Йдемо додому із Со І Хьон»                                                                      |
| Продюсерська нагорода                                                        | Лі Син Ґі                              | «Господар у будинку», «Маленький ліс»                                                            |
| Глобальна телепрограма                                                       | «Людина, що біжить»                    | «Людина, що біжить»                                                                              |
| Зірка соціальних мереж                                                       | Каннам                                 | «Одне ліжко, різні сни 2: Ти моя доля»                                                           |
| Зірка соціальних мереж                                                       | Лі Сан Хва                             | «Одне ліжко, різні сни 2: Ти моя доля»                                                           |
| Зірка соціальних мереж                                                       | Юк Сон Дже                             | «Господар у будинку»                                                                             |
| Зірка соціальних мереж                                                       | Пак На Ре                              | «Маленький ліс»                                                                                  |
| Зірка соціальних мереж                                                       | Лі Кван Су                             | «Людина, що біжить»                                                                              |
| Нагорода за досягнення                                                       | Пек Чон Вон                            | «Ресторан Пек Чон Вона у провулку», «Смачне рандеву»                                             |

### Премія 2020 року
| Категорія                                                                    | Переможець                           | Програма                                                                                |
| ---------------------------------------------------------------------------- | ------------------------------------ | --------------------------------------------------------------------------------------- |
| Нагорода за високу майстерність (телепрограма)                               | «Мій маленький старий хлопчик»       | «Мій маленький старий хлопчик»                                                          |
| Нагорода за високу майстерність (учасник/учасниця шоу/розважальної програми) | Хаха                                 | «Людина, що біжить»                                                                     |
| Нагорода за високу майстерність (учасник/учасниця шоу/розважальної програми) | Чан Юн Джон                          | «Трот у містечку»                                                                       |
| Нагорода за високу майстерність (учасник/учасниця реаліті-шоу)               | Кім Хі Чхоль                         | «Смачне рандеву»                                                                        |
| Нагорода за високу майстерність (учасник/учасниця реаліті-шоу)               | Лі Сан Мін                           | «Мій маленький старий хлопчик»                                                          |
| Нагорода за високу майстерність (телепрограма)                               | «Смачне рандеву»                     | «Смачне рандеву»                                                                        |
| Нагорода за високу майстерність (телепрограма)                               | «Трот у містечку»                    |                                                                                         |
| Нагорода за майстерність (учасник/учасниця шоу/розважальної програми)        | Кім Тон Хьон                         | «Господар у будинку»                                                                    |
| Нагорода за майстерність (учасник/учасниця шоу/розважальної програми)        | Чан То Йон                           | «Історія про день, коли ви вкусили свій хвіст», «Якщо це з'явиться на ТБ»               |
| Нагорода за майстерність (учасник/учасниця реаліті-шоу)                      | Кім Кван Ґю                          | «Запальна молодь»                                                                       |
| Нагорода за майстерність (учасник/учасниця реаліті-шоу)                      | Чон Ін Сон                           | «Ресторан Пек Чон Вона у провулку»                                                      |
| Найкращий новий учасник/учасниця                                             | Чха Ин У                             | «Господар у будинку»                                                                    |
| Найкращий новий учасник/учасниця                                             | О Мін Сок                            | «Мій маленький старий хлопчик»                                                          |
| Найкращий новий учасник/учасниця                                             | Джессі                               | «Шоутерв'ю» з Джессі                                                                    |
| Найкращий новий учасник/учасниця (радіо)                                     | Хо Чі Ун                             | «Шоу Хо Чі Уна»                                                                         |
| Нагорода «Сценарист/сценаристка телерадіомовлення» (розважальна програма)    | Юк Со Йон                            | «Мій маленький старий хлопчик», «Трот у містечку»                                       |
| Нагорода «Сценарист/сценаристка телерадіомовлення» (розважальна програма)    | Хван По Ґьон                         | «Ресторан Пек Чон Вона у провулку», «Смачне рандеву»                                    |
| Нагорода «Сценарист/сценаристка телерадіомовлення» (освітня програма)        | Лі Хе Йон                            | «Історія про день, коли ви вкусили свій хвіст»                                          |
| Найкращий шоумен/шоувумен                                                    | Сін Сон Рок                          | «Господар у будинку»                                                                    |
| Найкращий шоумен/шоувумен                                                    | Пак Сон Йон                          | «Запальна молодь»                                                                       |
| Найкраща пара                                                                | Ім Вон Хі та Чон Сок Йон             | «Мій маленький старий хлопчик»                                                          |
| Сумісна командна робота N                                                    | Чон Джін та Рю І Су                  | «Одне ліжко, різні сни 2: Ти моя доля»                                                  |
| Сумісна командна робота N                                                    | Пак Сон Ґван та Лі Соль І            | «Одне ліжко, різні сни 2: Ти моя доля»                                                  |
| Сумісна командна робота N                                                    | О Чі Хо та Ин По А                   | «Одне ліжко, різні сни 2: Ти моя доля»                                                  |
| Сумісна командна робота N                                                    | Сон Чхан Ий та О Чі Йон              | «Одне ліжко, різні сни 2: Ти моя доля»                                                  |
| Нагорода SBS «Почесний працівник»                                            | Со Чан Хун                           | «Красиві тигри», «Мій маленький старий хлопчик», «Одне ліжко, різні сни 2: Ти моя доля» |
| Нагорода SBS «Учасники телепрограми, які привернули увагу»                   | Тхак Че Хун                          | «Мій маленький старий хлопчик»                                                          |
| Нагорода SBS «Публічний інтерес» (розважальна програма)                      | Кім Сон Джу                          | «Ресторан Пек Чон Вона у провулку»                                                      |
| Нагорода «Діджей на радіо»                                                   | Кім Чхан Ван                         | «Цього прекрасного ранку з вами Кім Чхан Ван»                                           |
| Продюсерська нагорода                                                        | Ян Се Хьон                           | «Смачне рандеву», «Господар у будинку»                                                  |
| Гаряча зірка (ТБ)                                                            | Пак На Ре                            | «Консультація щодо побачень від ПЧ»                                                     |
| Гаряча зірка (ТБ)                                                            | Чан То Йон                           | «Консультація щодо побачень від ПЧ»                                                     |
| Гаряча зірка (OTT)                                                           | Лі Син Ґі                            | «Господар у будинку»                                                                    |
| Нагорода «Золотий контент»                                                   | Команда програми «Людина, що біжить» | «Людина, що біжить»                                                                     |
| Нагорода «Золотий контент»                                                   | Команда програми «Закон джунглів»    | «Закон джунглів»                                                                        |
| Легендарна особлива нагорода                                                 | Лі Кьон Сіль та Лі Сон Мі            | «Правдива гра»                                                                          |
| Легендарна особлива нагорода                                                 | Чхве Ян Рак та Лі Пон Вон            | «Хороший друг»                                                                          |
| Легендарна особлива нагорода                                                 | Ім Сон Хун                           | «Спіймай момент: Як це можливо»                                                         |
| Легендарна особлива нагорода                                                 | Чхве Хва Джон                        | «Power Time» із Чхве Хва Джон                                                           |
| Легендарна особлива нагорода                                                 | Лі Хон Рьоль                         | «Шоу Лі Хон Рьоля»                                                                      |

### Премія 2021 року
| Категорія                                                                               | Переможець                                              | Програма                                                                           |
| --------------------------------------------------------------------------------------- | ------------------------------------------------------- | ---------------------------------------------------------------------------------- |
| Нагорода за високу майстерність (шоу/спортивна програма)                                | «Забити гол»                                            | «Забити гол»                                                                       |
| Нагорода за високу майстерність (розважальна програма)                                  | «Людина, що біжить»                                     | «Людина, що біжить»                                                                |
| Нагорода за високу майстерність (учасник/учасниця шоу/спортивної програми)              | Пак Сон Йон                                             | «Забити гол»                                                                       |
| Нагорода за високу майстерність (учасник/учасниця розважальної програми)                | Ян Се Чхан                                              | «Людина, що біжить»                                                                |
| Нагорода за високу майстерність (учасник/учасниця реаліті-шоу)                          | Тхак Че Хун                                             | «Мій маленький старий хлопчик», «Четверо розлучених чоловіків», «Тікі-такАвто»     |
| Нагорода за майстерність (шоу/спортивна програма)                                       | «Сцена легенд — Архів К»                                | «Сцена легенд — Архів К»                                                           |
| Нагорода за майстерність (шоу/спортивна програма)                                       | «Гучно»                                                 |                                                                                    |
| Нагорода за майстерність (розмовне шоу/розважальна програма)                            | «Четверо розлучених чоловіків»                          | «Четверо розлучених чоловіків»                                                     |
| Нагорода за майстерність (учасник/учасниця шоу/спортивної програми)                     | Лідери команд 1 сезону програми «Забити гол»            | «Забити гол»                                                                       |
| Нагорода за високу майстерність (учасник/учасниця розмовного шоу/розважальної програми) | Кім Чун Хо                                              | «Мій маленький старий хлопчик», «Четверо розлучених чоловіків»                     |
| Нагорода за високу майстерність (учасник/учасниця розмовного шоу/розважальної програми) | Ім Вон Хі                                               | «Мій маленький старий хлопчик», «Четверо розлучених чоловіків»                     |
| Нагорода за майстерність (учасник/учасниця реаліті-шоу)                                 | Лі Чі Хє                                                | «Одне ліжко, різні сни 2: Ти моя доля»                                             |
| Найкращий новий учасник/учасниця шоу/спортивної програми                                | Лі Син Йоп                                              | «Гольфова битва: Друзі берді»                                                      |
| Найкращий новий учасник/учасниця розважальної програми                                  | Ким Се Рок                                              | «Ресторан Пек Чон Вона у провулку»                                                 |
| Найкращий новий учасник/учасниця реаліті-шоу                                            | Пак Кун                                                 | «Мій маленький старий хлопчик», «Закон джунглів»                                   |
| Найкращий новий учасник/учасниця реаліті-шоу                                            | Лі Хьон І                                               | «Одне ліжко, різні сни 2: Ти моя доля», «Забити гол»                               |
| Нагорода «Сценарист/сценаристка телерадіомовлення» (розважальна програма)               | Ян Хьо Ім                                               | «Людина, що біжить»                                                                |
| Нагорода «Сценарист/сценаристка телерадіомовлення» (розважальна програма)               | Чан Чон Хі                                              | «Забити гол»                                                                       |
| Нагорода «Сценарист/сценаристка телерадіомовлення» (освітня програма)                   | Хван Чхе Йон                                            | «Запитання без відповідей»                                                         |
| Нагорода «Сценарист/сценаристка телерадіомовлення» (радіо)                              | Кім Юн Хі                                               | «Power FM» із Кім Йон Чхоль                                                        |
| Учасник/учасниця розважальної програми року                                             | Сін Тон Йоп                                             | «Мій маленький старий хлопчик», «Телевізійна ферма тварин», «Мені потрібен вуманс» |
| Учасник/учасниця розважальної програми року                                             | Тхак Че Хун                                             | «Мій маленький старий хлопчик», «Четверо розлучених чоловіків», «Тікі-такАвто»     |
| Учасник/учасниця розважальної програми року                                             | Лі Сан Мін                                              | «Мій маленький старий хлопчик», «Четверо розлучених чоловіків»                     |
| Учасник/учасниця розважальної програми року                                             | Лі Кьон Ґю                                              | «Гольфова битва: Друзі берді»                                                      |
| Учасник/учасниця розважальної програми року                                             | Лі Син Ґі                                               | «Господар у будинку», «Гольфова битва: Друзі берді», «Гучно»                       |
| Учасник/учасниця розважальної програми року                                             | Пак Сон Йон                                             | «Забити гол»                                                                       |
| Учасник/учасниця розважальної програми року                                             | Ю Че Сок                                                | «Людина, що біжить»                                                                |
| Учасник/учасниця розважальної програми року                                             | Чі Сок Чін                                              | «Людина, що біжить»                                                                |
| Учасник/учасниця розважальної програми року                                             | Кім Чон Ґук                                             | «Людина, що біжить», «Мій маленький старий хлопчик»                                |
| Учасник/учасниця розважальної програми року                                             | Кім Ку Ра                                               | «Одне ліжко, різні сни 2: Ти моя доля», «Тікі-такАвто»                             |
| Учасник/учасниця розважальної програми року                                             | Со Чан Хун                                              | «Мій маленький старий хлопчик», «Одне ліжко, різні сни 2: Ти моя доля»             |
| Учасник/учасниця розважальної програми року                                             | Ян Се Хьон                                              | «Господар у будинку», «Смачне рандеву»                                             |
| Найкраща командна робота                                                                | Команда програми «Господар у будинку»                   | «Господар у будинку»                                                               |
| Краща пара як в одному човні                                                            | Лі Су Ґин та Пе Сон Дже                                 | «Забити гол»                                                                       |
| Найкраща сім'я                                                                          | Команда програми «Одне ліжко, різні сни 2: Ти моя доля» | «Одне ліжко, різні сни 2: Ти моя доля»                                             |
| Нагорода «Діджей на радіо» (Power FM)                                                   | Пум                                                     | «Boom Boom Power»                                                                  |
| Нагорода «Діджей на радіо» (Love FM)                                                    | Лі Сук Йон                                              | «Love FM» із Лі Сук Йон                                                            |
| Нагорода «Новий діджей на радіо»                                                        | Пак Ха Сон                                              | «Місто кіно» із Пак Ха Сон                                                         |
| Нагорода «Почесний працівник»                                                           | Чі Сок Чін                                              | «Людина, що біжить»                                                                |
| Продюсерська нагорода                                                                   | Лі Син Ґі                                               | «Господар у будинку», «Гольфова битва: Друзі берді», «Гучно»                       |
| Тренерська нагорода                                                                     | Тренери 1 сезону програми «Забити гол»                  | «Забити гол»                                                                       |
| Нагорода «Наступний рівень»                                                             | Чан То Йон                                              | «Історія про день, коли ви вкусили свій хвіст», «Мені потрібен вуманс»             |
| Особлива нагорода                                                                       | «Ресторан Пек Чон Вона у провулку»                      | «Ресторан Пек Чон Вона у провулку»                                                 |

### Премія 2022 року
| Категорія                                                                     | Переможець                                              | Програма                                                                                    |
| ----------------------------------------------------------------------------- | ------------------------------------------------------- | ------------------------------------------------------------------------------------------- |
| Телепрограма року (шоу/спортивна програма)                                    | «Забити гол»                                            | «Забити гол»                                                                                |
| Телепрограма року (розважальна програма)                                      | «Людина, що біжить»                                     | «Людина, що біжить»                                                                         |
| Телепрограма року (розмовне шоу/реаліті-шоу)                                  | «Мій маленький старий хлопчик»                          | «Мій маленький старий хлопчик»                                                              |
| Нагорода за високу майстерність (учасник/учасниця шоу/спортивної програми)    | Лі Хьон І                                               | «Забити гол», «Одне ліжко, різні сни 2: Ти моя доля», «Вантастична родина — Співаки по ДНК» |
| Нагорода за високу майстерність (учасник/учасниця розмовного шоу/реаліті-шоу) | Кім Чун Хо                                              | «Мій маленький старий хлопчик», «Четверо розлучених чоловіків»                              |
| Нагорода за майстерність (учасник/учасниця шоу/спортивної програми)           | Чхе Рі На                                               | «Забити гол»                                                                                |
| Нагорода за майстерність (учасник/учасниця розмовного шоу/реаліті-шоу)        | Хо Кьон Хван                                            | «Мій маленький старий хлопчик»                                                              |
| Найкращий новий учасник/учасниця                                              | Ха Сок Чу                                               | «Забити гол»                                                                                |
| Найкращий новий учасник/учасниця                                              | Юн Тхе Джін                                             | «Забити гол»                                                                                |
| Нагорода за популярність                                                      | Пе Сон Дже                                              | «Забити гол»                                                                                |
| Нагорода за популярність                                                      | Лідери команд 3 сезону програми «Забити гол»            | «Забити гол»                                                                                |
| Нагорода «Сценарист/сценаристка телерадіомовлення» (розважальна програма)     | Кан Син Хі                                              | «Четверо розлучених чоловіків»                                                              |
| Нагорода «Сценарист/сценаристка телерадіомовлення» (освітня програма)         | Со Ін Хі                                                | «Історія про день, коли ви вкусили свій хвіст»                                              |
| Найкращий персонаж                                                            | Лі Кьон Ґю                                              | «Гольфова битва: Друзі берді»                                                               |
| Командна робота року                                                          | Команда програми «Одне ліжко, різні сни 2: Ти моя доля» | «Одне ліжко, різні сни 2: Ти моя доля»                                                      |
| Пара року                                                                     | Ю Че Сок та Кім Чон Ґук                                 | «Людина, що біжить»                                                                         |
| Тікі-така року                                                                | Кьонсо та Соґі                                          | «Забити гол»                                                                                |
| Лідер року                                                                    | Тренери команд 3 сезону програми «Забити гол»           | «Забити гол»                                                                                |
| Нагорода «Син і донька SBS 2022»                                              | Кім Чун Хо                                              | «Мій маленький старий хлопчик», «Четверо розлучених чоловіків»                              |
| Нагорода «Син і донька SBS 2022»                                              | Лі Хьон І                                               | «Забити гол», «Одне ліжко, різні сни 2: Ти моя доля», «Вантастична родина — Співаки по ДНК» |
| Нагорода «Почесний працівник»                                                 | Лі Сан Ман                                              | «Мій маленький старий хлопчик», «Четверо розлучених чоловіків»                              |
| Нагорода «Діджей на радіо» (Power FM)                                         | Венді                                                   | «Вулиця Йон» із Венді                                                                       |
| Нагорода «Діджей на радіо» (Love FM)                                          | Юн Су Хьон                                              | «Різноманітний світ» із Юн Су Хьон                                                          |
| Продюсерська нагорода                                                         | Тхак Че Хун                                             | «Мій маленький старий хлопчик», «Четверо розлучених чоловіків»                              |
| Учасники телепрограми, які привернули увагу                                   | Ім Вон Хі                                               | «Мій маленький старий хлопчик», «Четверо розлучених чоловіків»                              |
| Учасники телепрограми, які привернули увагу                                   | Чон Хє Ін                                               | «Забити гол»                                                                                |
| Соціальна зірка шоу/спортивної програми                                       | Ю Хьон Джу                                              | «Гольфова битва: Друзі берді»                                                               |
| Соціальна зірка розмовного шоу/реаліті-шоу                                    | Ім Чхан Джон та Со Ха Ян                                | «Одне ліжко, різні сни 2: Ти моя доля»                                                      |
| Нагорода «Еко-знаменитість»                                                   | Кім Пьон Ман                                            | «Закон симбіозу»                                                                            |

### Премія 2023 року
| Категорія                                                                 | Переможець                                      | Програма                                                       |
| ------------------------------------------------------------------------- | ----------------------------------------------- | -------------------------------------------------------------- |
| Телепрограма року                                                         | «Людина, що біжить»                             | «Людина, що біжить»                                            |
| Нагорода за високу майстерність (учасник/учасниця)                        | Кім Чон Мін                                     | «Мій маленький старий хлопчик», «Гольфова битва: Друзі берді»  |
| Нагорода за високу майстерність (учасник/учасниця)                        | Пе Сон Дже                                      | «Забити гол»                                                   |
| Нагорода за високу майстерність (учасник/учасниця)                        | Лі Чі Хє                                        | «Одне ліжко, різні сни 2: Ти моя доля»                         |
| Нагорода за майстерність (учасник/учасниця)                               | О Сан Джін                                      | «Одне ліжко, різні сни 2: Ти моя доля»                         |
| Нагорода за майстерність (учасник/учасниця)                               | Сон Хе На                                       | «Забити гол»                                                   |
| Найкращий новий учасник/учасниця (спортивного шоу/шоу/реаліті-шоу)        | Кім Чі Ин                                       | «Ресторан на районі», «Inkigayo»                               |
| Найкращий новий учасник/учасниця (розмовне шоу/розважальна програма)      | Сін Чі Ру                                       | «Мокччіппа — Велике виживання»                                 |
| Нагорода «Сценарист/сценаристка телерадіомовлення» (розважальна програма) | Кім Се Йон                                      | «Мій маленький старий хлопчик»                                 |
| Нагорода «Сценарист/сценаристка телерадіомовлення» (освітня програма)     | О Ю Ґьон                                        | «Запитання без відповідей»                                     |
| Найкраща командна робота                                                  | Команда програми «Мокччіппа — Велике виживання» | «Мокччіппа — Велике виживання»                                 |
| Найкраща пара                                                             | Лі Чан Вон та Пе Та Хе                          | «Одне ліжко, різні сни 2: Ти моя доля»                         |
| Найкраща пара                                                             | Лі Иль Йон та Пек Чі Хун                        | «Забити гол»                                                   |
| Нагорода «Син і донька SBS 2023»                                          | Лі Хьон І                                       | «Забити гол», «Одне ліжко, різні сни 2: Ти моя доля»           |
| Нагорода «Син і донька SBS 2023»                                          | Лі Сан Мін                                      | «Мій маленький старий хлопчик», «Четверо розлучених чоловіків» |
| Нагорода «Почесний працівник»                                             | Ім Вон Хі                                       | «Мій маленький старий хлопчик»                                 |
| Нагорода «Діджей на радіо» (Power FM)                                     | DinDin                                          | «Гучна музика з DinDin»                                        |
| Нагорода «Діджей на радіо» (Love FM)                                      | Чі Сан Рьоль                                    | «Якщо жарко, то це Чі Сан Рьоль»                               |
| Продюсерська нагорода                                                     | Чі Сок Джін                                     | «Людина, що біжить»                                            |
| Нагорода «Телепрограма із хорошим впливом»                                | «Одне ліжко, різні сни 2: Ти моя доля»          | «Одне ліжко, різні сни 2: Ти моя доля»                         |
| Учасники телепрограми, які привернули увагу                               | Ян Се Чхан                                      | «Людина, що біжить»                                            |
| Нагорода «Гаряча тема»                                                    | Лі Дон Гон                                      | «Мій маленький старий хлопчик»                                 |
| Нагорода «Висхідна зірка»                                                 | Кім Кон У                                       | «Мій маленький старий хлопчик»                                 |
| Нагорода «Висхідна зірка»                                                 | Ом Чі Йон                                       | «Ресторан на районі»                                           |
| Нагорода «Висхідна зірка»                                                 | Сон Тон Пхьо                                    | «„Сильне серце“ проти»                                         |
| Нагорода «Короткий кліп із найбільшою кількістю переглядів»               | Кім Чон Ґук                                     | «Людина, що біжить», «Мій маленький старий хлопчик»            |
| Нагорода «Золоте соло»                                                    | Тхак Че Хьон, Ім Вон Хі, Лі Сан Мін, Кім Чун Хо | «Четверо розлучених чоловіків»                                 |
| Нагорода «Еко-знаменитість»                                               | Чха Ін Пхьо, Чон Сан Хун, Рю Су Йон, Джейсон    | «Асоціація зелених тат — сусіди-чоловіки»                      |
| Нагорода «Зірка-гурман»                                                   | Пак На Ре                                       | «Мокччіппа — Велике виживання»                                 |
| Нагорода імені Ференца Пушкаша для телепрограми «Забити гол»              | Кім Син Хє                                      | «Забити гол»                                                   |
| Нагорода імені Лева Яшина для телепрограми «Забити гол»                   | Кісом                                           | «Забити гол»                                                   |
| Нагорода «Клуб століття» для телепрограми «Забити гол»                    | Чо Хє Рьон                                      | «Забити гол»                                                   |
| Нагорода «Клуб століття» для телепрограми «Забити гол»                    | Лі Хьон І                                       | «Забити гол»                                                   |
| Нагорода «Клуб століття» для телепрограми «Забити гол»                    | Чон Хє Ін                                       | «Забити гол»                                                   |
| Нагорода «Клуб століття» для телепрограми «Забити гол»                    | Кім Мін Ґьон                                    | «Забити гол»                                                   |
| Нагорода «Клуб століття» для телепрограми «Забити гол»                    | О На Мі                                         | «Забити гол»                                                   |
| Нагорода «Клуб століття» для телепрограми «Забити гол»                    | Сон Хе На                                       | «Забити гол»                                                   |
| Нагорода «Клуб століття» для телепрограми «Забити гол»                    | Ан Хє Ґьон                                      | «Забити гол»                                                   |
| Нагорода «Клуб століття» для телепрограми «Забити гол»                    | Саорі                                           | «Забити гол»                                                   |
| Особлива нагорода                                                         | Ю Чон Су                                        | «Ресторан на районі»                                           |

### Премія 2024 року
| Категорія                                                   | Переможець                                                               | Програма                                                                 |
| ----------------------------------------------------------- | ------------------------------------------------------------------------ | ------------------------------------------------------------------------ |
| Нагорода за високу майстерність (учасник/учасниця)          | Кім Синсу                                                                | «Мій маленький старий хлопчик»                                           |
| Нагорода за високу майстерність (учасник/учасниця)          | Рю Су Йон                                                                | «Боб джунглів»                                                           |
| Нагорода за високу майстерність (учасник/учасниця)          | Чон Хеін                                                                 | «Забити гол»                                                             |
| Нагорода за майстерність (учасник/учасниця)                 | Чхве Чін Хьок                                                            | «Мій маленький старий хлопчик»                                           |
| Нагорода за майстерність (учасник/учасниця)                 | Чо Уджон                                                                 | «Одне ліжко, різні сни 2: Ти моя доля»                                   |
| Нагорода за майстерність (учасник/учасниця)                 | Юї                                                                       | «Боб джунглів»                                                           |
| Найкращий новий учасник/учасниця (шоу/розважальна програма) | Ю Йонсок                                                                 | «Коли це можливо»                                                        |
| Найкращий новий учасник/учасниця (розмовне шоу/реаліті-шоу) | Чін Сонґю                                                                | «Магічна зірка»                                                          |
| Телепрограма з найвищими рейтингами                         | «Мій маленький старий хлопчик»                                           | «Мій маленький старий хлопчик»                                           |
| Найпопулярніша телепрограма за вибором глядачів             | «Людина, що біжить»                                                      | «Людина, що біжить»                                                      |
| Нагорода «Сценарист/сценаристка телерадіомовлення»          | Ім Чхеюн                                                                 | «Якщо торкнутися руками, то гаряче місце! Найкрутіший будинок на районі» |
| Найкращий шоумен/шоувумен                                   | Ім Вонхі                                                                 | «Четверо розлучених чоловіків», «Мій маленький старий хлопчик»           |
| Найкращий гравець/гравчиня (найцінніший гравець року)       | Хо Ґьонхі                                                                | «Забити гол»                                                             |
| Найкращий гравець/гравчиня (початківець року)               | Пак Джіан                                                                | «Забити гол»                                                             |
| Найкраща хімія                                              | Сін Ґіру                                                                 | «Виживання статур — Мокччіппа»                                           |
| Найкраща хімія                                              | Лі Ґукчу                                                                 | «Виживання статур — Мокччіппа»                                           |
| Найкраща хімія                                              | Пак Наре                                                                 | «Виживання статур — Мокччіппа»                                           |
| Найкраща хімія                                              | Пхунджа                                                                  | «Виживання статур — Мокччіппа»                                           |
| Найкраща пара                                               | Кім Міндже та Чхве Юра                                                   | «Одне ліжко, різні сни 2: Ти моя доля»                                   |
| Нагорода «Син і донька SBS 2024»                            | Лі Санмін                                                                | Н/Д                                                                      |
| Нагорода «Син і донька SBS 2024»                            | Лі Хьоні                                                                 | Н/Д                                                                      |
| Хороша сім'я                                                | «Одне ліжко, різні сни 2: Ти моя доля»                                   | «Одне ліжко, різні сни 2: Ти моя доля»                                   |
| Хороший партнер/партнерка                                   | Кім Джонґук                                                              | «Мій маленький старий хлопчик»                                           |
| Хороший партнер/партнерка                                   | Лі Дон Гон                                                               | «Мій маленький старий хлопчик»                                           |
| Хороший партнер/партнерка                                   | Хо Ґьонхва                                                               | «Мій маленький старий хлопчик»                                           |
| Хороший партнер/партнерка                                   | Кім Хічхоль                                                              | «Мій маленький старий хлопчик»                                           |
| Нагорода «Почесний працівник»                               | Кім Джунхо                                                               | «Четверо розлучених чоловіків»                                           |
| Нагорода «Діджей на радіо» (Power FM)                       | Пон Тхеґю                                                                | «Гарний цей ранок» із Пон Тхеґю                                          |
| Нагорода «Діджей на радіо» (Love FM)                        | Чон'йоп                                                                  | «Ваша ніч» із Чон'йоп                                                    |
| Продюсерська нагорода                                       | Лі Санмін                                                                | «Мій маленький старий хлопчик», «Четверо розлучених чоловіків»           |
| Учасники телепрограми, які привернули увагу                 | Сон Чі Хьо                                                               | «Людина, що біжить»                                                      |
| Нагорода «Гаряча тема»                                      | Ю Ходжін                                                                 | «Магічна зірка»                                                          |
| Нагорода «Висхідна зірка»                                   | Чі Єин                                                                   | «Людина, що біжить»                                                      |
| Нагорода «Висхідна зірка»                                   | Кан Хун                                                                  | «Людина, що біжить»                                                      |
| Нагорода «Короткий кліп із найбільшою кількістю переглядів» | Кім Джонґук                                                              | «Людина, що біжить», «Мій маленький старий хлопчик»                      |
| Нагорода ESG                                                | «Якщо торкнутися руками, то гаряче місце! Найкрутіший будинок на районі» | «Якщо торкнутися руками, то гаряче місце! Найкрутіший будинок на районі» |
| Особлива нагорода                                           | Лі Йон Пхьо                                                              | «Забити гол»                                                             |

## Ведучі
| №  | Рік  | Ведучий/Ведуча                        |
| -- | ---- | ------------------------------------- |
| 0  | 2006 | Кім Тхе Ґюн, Чон Чхан У, Чон Мі Сон   |
| 1  | 2007 | Рю Сі Вон, Пак Ин Ґьон, Ом Чі Вон     |
| 2  | 2008 | Лі Хві Дже, Сін Пон Сон, Є Чі Вон     |
| 3  | 2009 | Сін Тон Йоп, Хьон Йон, Лі Со Йон      |
| 4  | 2010 | Сін Тон Йоп, Пак Сон Йон, Чан Юн Джон |
| 5  | 2011 | Кім Йон Ман, Кім Вон Хі, Сін Пон Сон  |
| 6  | 2012 | Хаха, Юн То Хьон, Чхве Су Йон         |
| 7  | 2013 | Сін Тон Йоп, Кім Вон Хі, Крістал Чон  |
| 8  | 2014 | Лі Су Кю, Пе Сон Дже, Сон Ю Рі        |
| 9  | 2015 | Лі Су Кю, Чон Хьон Му, Чан Є Вон      |
| 10 | 2016 | Лі Су Кю, Кан Хо Дон, Лі Сі Йон       |
| 11 | 2017 | Чон Хьон Му, Лі Сан Ман, Чху Ча Хьон  |
| 12 | 2018 | Пак Су Хон, Кім Чон Ґук, Хан Ко Ин    |
| 13 | 2019 | Кім Сон Джу, Чо Чон Сік, Пак На Ре    |
| 14 | 2020 | Сін Тон Йоп, Лі Син Ґі, Чха Ин У      |
| 15 | 2021 | Лі Син Ґі, Чан То Йон, Хан Хє Джін    |
| 16 | 2022 | Тхак Че Хун, Чан То Йон, Лі Хьон І    |
| 17 | 2023 | Лі Сан Мін, Лі Хьон І, Кім Чі Ин      |
| 18 | 2024 | Чон Хьонму, Чан Дойон, Лі Хьоні       |

## Виноски
1. ↑  В оригіналі — кор. 결정 맛대맛.
2. ↑  Використано транслітерацію з корейської мови, бо важко перекласти значення слова 개투제라블, що явно поєднує назву південнокорейської комедійної телепрограми «Жарти сьогодні увечері» (кор. 개그투나잇, англ. Gag Tonight) з назвою французького фільму Знедолені (кор. 레미제라블, фр. Les Misérables).
3. ↑  В оригіналі — кор. 딴따라. Слова є зневажливим терміном на позначення знаменитості, артиста чи шоумена.
4. 1 2 3  В оригіналі відбувається гра слів, де кор. 티키타카 може означати Тікі-така і Тікі-таАвто. Одна з назв авто в корейській мові є «카» з англійської «car». Тому, щоб залишити схожість із терміном Тікі-така було використано склад «так», а не «та», а отже у підсумку виходить «Тікі-такАвто».
5. ↑  В оригіналі — кор. 한배 탄 만큼 베스트 커플상.
6. ↑  В оригіналі — кор. 딘딘의 뮤직하이.